# Euphyia australata
Euphyia australata är en fjärilsart som beskrevs av George Duryea Hulst 1886. Euphyia australata ingår i släktet Euphyia och familjen mätare. Inga underarter finns listade i Catalogue of Life.